# Ragnar Lönn
Per Ragnar Lönn, född 21 oktober 1970, är en svensk webbutvecklare och datorpionjär. Han startade år 1994 Algonet, Sveriges första internetleverantör för privatpersoner.

## Biografi
Ragnar Lönn använde internet i skolan redan 1989. Han försökte i början av 1990-talet sälja in idén om att börja erbjuda internetuppkoppling till privatpersoner till olika företag. Våren 1994 beslutade Torsten Larsson, dåvarande VD på Semic, att Semic skulle finansiera verksamheten och erbjuda lokal. 1 juli 1994 började Lönn officiellt att arbeta med det nya projektet/företaget som fick namnet Algonet. Namnet kom från Lönns föräldrahem i Älgö, Nacka. Han slopade prickarna i "Älgö" och fann att Algo betyder "något" på spanska. Algonet fick då betydelsen "något nät".
I mitten av augusti 1994 fick användare prova på systemet. I september hade Algonet 60 användare och man budgeterade att företaget skulle nå 400 användare och gå runt inom ett år. Med 400 användare skulle det även räcka till lön för Lönn. Företaget växte mycket snabbt och redan i januari 1995 hade Algonet överträffat förväntningarna med 1 500 användare, och senare 4 000 användare.
Ragnar Lönn sålde Algonet år 1996. Han grundade sedan spelstudion Gatorhole som efter IT-kraschen blev en konsultbyrå. Därefter transformerades företaget till LoadImpact som är ett verktyg för prestandatester.